# Sam (maskotka)
Sam – oficjalna maskotka Letnich Igrzysk Olimpijskich 1984 w Los Angeles, przedstawiająca bielika amerykańskiego o imieniu Sam. Autorem maskotki był Robert Moore z Walt Disney Productions. Początkowo maskotką igrzysk miał być niedźwiedź grizli będący symbolem Kalifornii (znajduje się na fladze i pieczęci stanu), ale z pomysłu zrezygnowano gdyż oficjalną maskotką Letnich Igrzysk Olimpijskich 1980 w Moskwie był niedźwiadek Misza.

## Opis
Robert Moore stworzył bielika amerykańskiego na oficjalną maskotkę igrzysk, wykorzystując imię oraz cechy charakterystyczne Wuja Sama (ang. Uncle Sam) – uosobienie patriotyzmu i personifikacji Stanów Zjednoczonych. Maskotka na głowie miała cylinder w biało-czerwone pasy z niebieskim otokiem, na którym widniało pięć kół olimpijskich. Ubrana była w brązowy strój, spod którego wychylał się biały ogon. Na szyi miała dużą muszkę w biało-czerwone prążki. Radosna i przyjazna maskotka symbolizowała nieustępliwość, waleczność, pewność siebie i odwagę. Na licznych fotografiach i plakatach przedstawiano ją najczęściej z wysoko uniesioną pochodnią olimpijską.
Bielik Sam przed rozpoczęciem igrzysk w Los Angeles pojawiał się w USA na trasie sztafety ognia olimpijskiego. W czasie igrzysk spacerował po wiosce olimpijskiej i obiektach sportowych. Sam okazał się bardzo dochodową maskotką bo za 10 milionów pluszaków uzyskano 200 milionów dolarów.